# کشتار بلد الشیخ
بلد الشیخ روستایی عرب‌نشین در شمال کوه کرمل، ۷ کیلومتری جنوب شهر حیفا،در سال 1875 جمعیت این روستا را 500 نفر تخمین زدند. در سال 1945، این روستا دومین روستای بزرگ در ناحیه حیفا از نظر جمعیت بود و مسلمانان در آن سکونت داشتند. این روستا امروزه جزئی از شهر نِشِر در اسرائیل است. در طول جنگ جنگ ۱۹۴۸ و در زنجیره‌ای از حملات هر چه خونین‌تر بین اعراب و یهودیان ساکن فلسطین، در شب آخر سال ۱۹۴۷، این روستا صحنه کشتار ساکنان عرب آن توسط نیروهای شبهه نظامی صهیونیستی هاگانا و پالماخ بود.
در تاریخ ۸ دی ۱۳۲۶ (۳۰ دسامبر ۱۹۴۷) کشتار پالایشگاه نفت حیفا به وقوع پیوست،ایرگون دو بمب به سوی گروهی از اعراب که منتظر کار ساختمانی در خارج از پالایشگاه حیفا بودند، پرتاب کرد که 6 کشته و 42 زخمی برجای گذاشت. در نتیجه 2000 کارمند عرب در داخل پالایشگاه شورش کردند و 39 نفر از همکاران یهودی خود را کشتند.آژانس یهود به پالماخ اجازه داد تا با یورش به بلد الشیخ، روستای عرب نشین که بسیاری از کارگران عرب پالایشگاه را تامین می کرد، انتقام مرگ کارگران یهودی را بگیرد.
در پی این اتفاقات و در تاریخ ۹ دی ۱۳۲۶(۳۱ دسامبر، شب سال نوی میلادی) گروهی مرکب از نیروهای شبهه نظامی صهیونیستی هاگانا و پالماخ با انگیزه انتقام به روستای بلدالشیخ (در حال حاضر تل غنان) حمله کردند، که در واقع بهانه ای بود برای شبه نظامیان صهیونیستی تا سیاست پاکسازی قومی خود را تشدید کنند.روستایی که در آن، بخشی از کارگران عرب پالایشگاه زندگی می‌کردند. در طول این کشتار، شبهه نظامیان صهیونیستی، دستور «کشتن هر چه بیشتر مردان عرب» را داشتند. آنها مردان عرب را از خانه‌های خویش بیرون کشیده و با گلوله کشتند. همین‌طور در پی تیراندازی از داخل خانه‌ها در دفاع ضد مهاجمان، هاگانا و پالماخ دست به تخریب چندین منزل و کشتار زنان و کودکان نیز زدند. در کل، گزارش‌های مختلف کشته شدگان را بین ۶۰ تا ۷۰ نفر گزارش کردند.دو یهودی عضو گروه شبهه نظامی صهیونیستی پالماخ نیز در طول این حمله کشته شدند.پس از قتل عام، در 7 ژانویه 1948، بسیاری از خانواده ها از روستا فرار کردند. تا اواخر آوریل همان سال، نیروهای رژیم صهیونیستی آن را اشغال کردند.
در پی این حمله، روحیه اعراب فلسطین، بالاخص ساکنان عرب حیفا بیش از پیش شکسته شد و ترس از آینده بر آنها سیطره پیدا کرد. در ماه‌های پیش رو، در طول نکبت فلسطین، تعداد هر چه بیشتری از ساکنان عرب فلسطینی حیفا از شهر فرار کرده و به کرانه غربی یا به عکا و لبنان پناه بردند.